# Voorne
Voorne è un'isola del Delta del Reno, della Mosa e della Schelda, nella provincia dell'Olanda Meridionale nei Paesi Bassi. Il territorio dell'isola è suddiviso tra i comuni di Brielle, Hellevoetsluis, Westvoorne e parte di Nissewaard, che comprende anche tutta l'adiacente isola di Putten. L'area residenziale fa parte dei sobborghi della città di Rotterdam.
L'isola di Voorne ha formato insieme all'isola di Putten, attraverso l'interramento del fiume Bernisse che le separava, un'unica isola detta Voorne-Putten. La successiva escavazione del letto del fiume, ha riportato le due isole ad essere separate.